# Maria Taquara

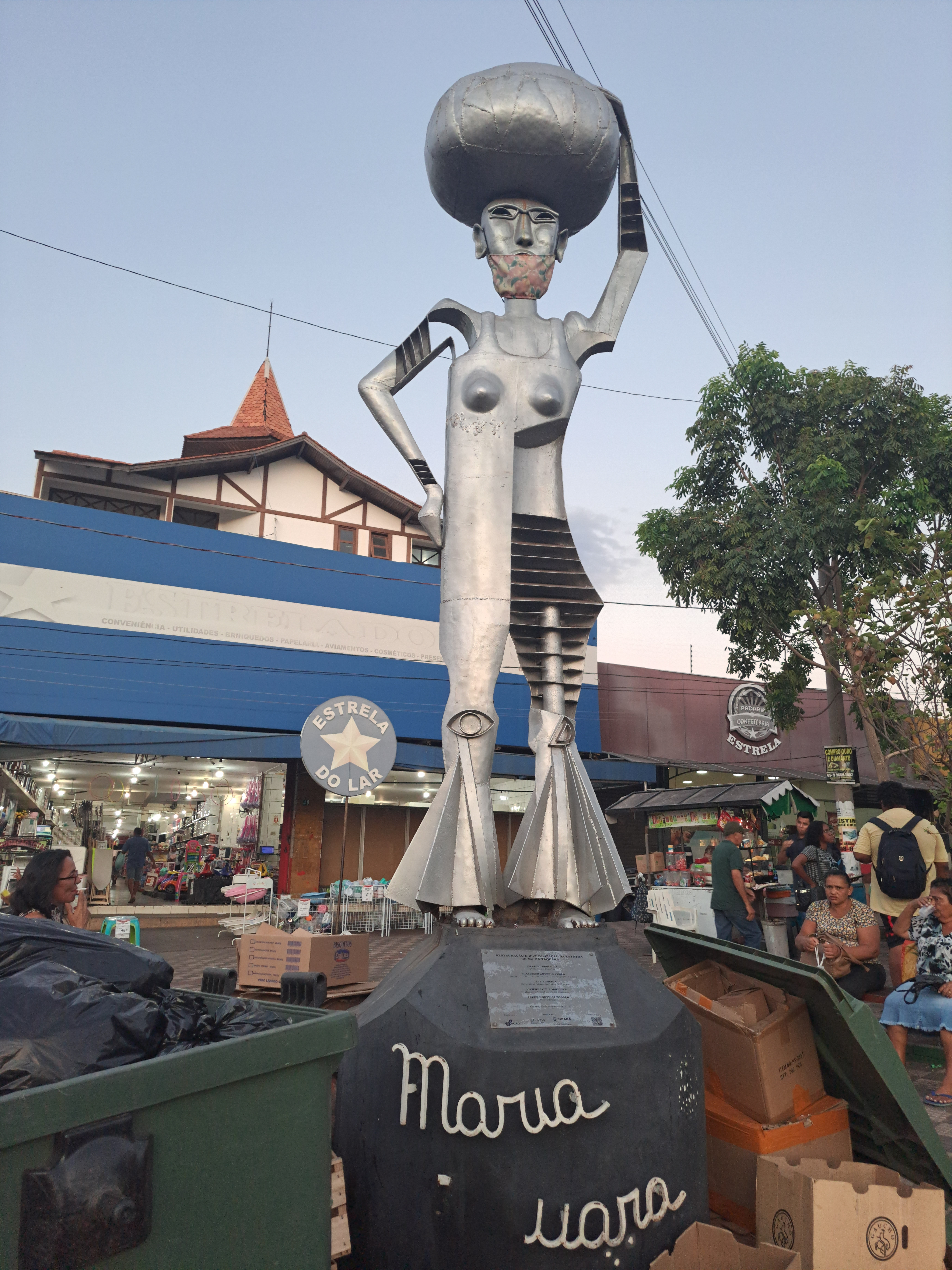
Estátua de Maria Taquara no centro de Cuiabá. Localizado na praça Maria Taquara.

Maria da Glória Cunha, mais conhecida como "Maria Taquara", viveu na cidade de Cuiabá durante a primeira metade do século XX. Ela era uma presença marcante na comunidade cuiabana, desempenhando as ocupações de lavadeira e doméstica.
Maria Taquara era descrita como uma mulher negra, magra, usando roupas desgastadas e frequentemente andando descalça pela cidade, a qualquer hora do dia ou da noite, carregando apenas uma trouxa de roupas, seus únicos pertences, equilibrados sobre sua cabeça, como descrito pelo historiador Airam Santos em pesquisa do ano de 1989.
Uma característica peculiar dessa personagem foi entre as décadas de 1930 e 1940, teria desafiado as normas da época ao usar calças e roupas masculinas. Sua ousadia e popularidade lhe renderam, após sua morte, uma estátua na praça que recebeu seu nome e o atual reconhecimento de figura feminina importante para os direitos das mulheres.

## História
Maria Taquara, cujo apelido provém da sua possível semelhança física - alta e bastante magra - em referencia com a planta taquara. Residiu em Cuiabá durante a década de 40, habitando um lote vago nas proximidades da atual localização do Shopping Goiabeiras. Sua subsistência era fornecida pela lavagem de vestimentas para algumas famílias, ganhando notoriedade devido ao enfrentamento das convenções sociais daquela época. Destacou-se como a pioneira no uso de calças compridas entre as mulheres cuiabanas.
Durante o dia, Maria Taquara desempenhava trabalhos domésticos, porém, à noite, em sua humilde moradia de adobe e telhado de palha, assumia uma vida diferente. Nesse contexto, prestava serviços íntimos aos soldados do antigo 16º Batalhão de Caçadores, recebendo algumas moedas em troca, como relata o historiador Henrique Pompilio de Araújo. Segundo o historiador, Maria Taquara viveu assim por um longo período, mantendo uma conduta respeitosa em suas atividades cotidianas, enquanto transportava cargas de um lado para o outro.
Portanto, diante disso, Maria Taquara se tornou uma personalidade lendária em Cuiabá, exclusiva daquela época. O que se sabe sobre ela é que era alta e esbelta, com poucos traços femininos evidentes, cabelos encaracolados e uma pele bronzeada pelo sol, além de um sotaque nordestino. Ela é considerada uma pioneira na busca pela igualdade e pelos direitos sociais das mulheres.

## Homenagens

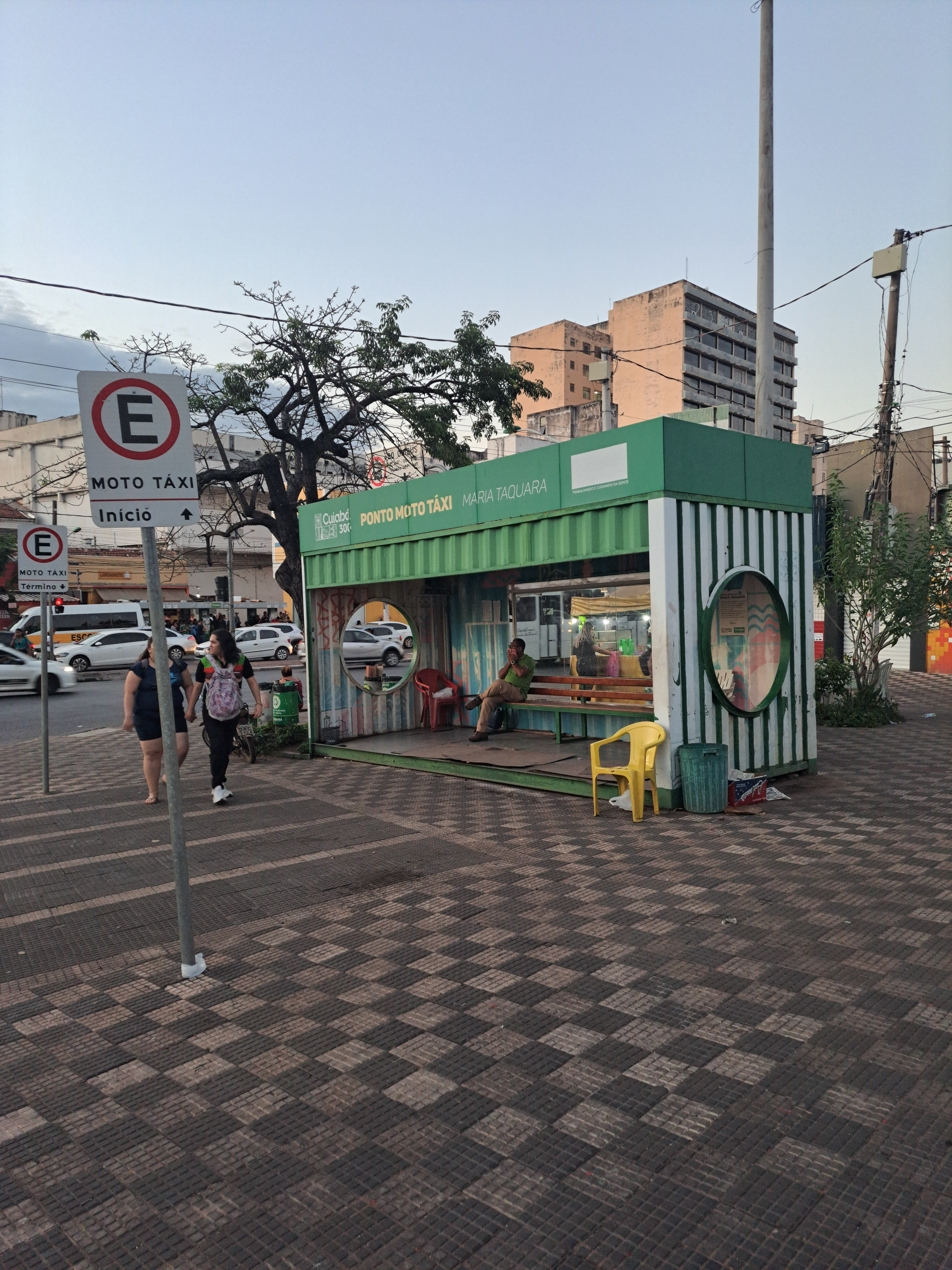
Ponto de taxi Maria Taquara, situado na praça Maria Taquara

### Praça Maria Taquara.
A Praça Maria Taquara, situada no cruzamento das Avenidas Tenente Coronel Duarte e Generoso Ponce, é um local emblemático em Cuiabá e de grande circulação de pessoas.

### Estátua de Maria Taquara.
A estátua de Maria Taquara fica localizada na praça que leva o mesmo nome, no coração de Cuiabá. O monumento foi criado pelo artista plástico Aroldo Tenuta no ano de 1989 e passou por restauração de Fred Fogaça em 2009 após a estrutura cair durante um vendaval. A iniciativa da Prefeitura de Cuiabá visa preservar esse importante marco histórico e cultural da cidade, como parte de um esforço contínuo para melhorar a praça e seu entorno.

### Premio "Maria Taquara: Mulheres em destaque".
Durante a terceira edição do concurso Miss Cuiabá Plus Size, realizada dezembro de 2021, a Sala da Mulher Maria Nazareth Hahn, localizada na Câmara Municipal de Cuiabá, foi agraciada com o prestigiado Prêmio Maria Taquara "Mulheres em Destaque". Este reconhecimento é resultado de um árduo trabalho voltado para o benefício das mulheres cuiabanas e iniciativas de cunho social.

### Música: Maria Taquara, deMoisés Martins.
Moisés Martins, dedicou uma canção a essa personagem que até hoje inspira a imaginação dos cuiabanos e seus visitantes; obra encontrada em seu disco: A Poética do Sentimento Cuiabano – Vol. II.
"MARIA TAQUARA"
Maria Taquara, Maria meu bem.
Mulher de todos, que não é de ninguém.
Taquara de dia, de noite meu bem,
Maria Taquara, não é de ninguém.
Muié de sordado, de Meganha também.
De dia Maria, de noite meu bem.
Maria é Cuiabá, Cuiabá é Maria
Não importa se é noite, não importa se é dia.
Maria é Taquara,
Taquara é Maria,
Avançada no tempo,
Mulher fantasia.